# Крутиков, Алексей Дмитриевич
Алексе́й Дми́триевич Кру́тиков (20 декабря 1901 [2 января 1902], дер. Филяево, Вологодская губерния — 1962, Москва) — советский учитель и государственный деятель.

## Биография

### Основные этапы жизни
Алексей Крутиков родился в крестьянской семье. Окончил несколько классов школы. 
В дальнейшем:
- 1917—1921 — телеграфист[3] в Вологде.
- 1921—1924 — работал на лесозаготовках.
- 1924 — служба в РККА[3].
- 1925—1931 — работал в сельской потребкооперации в Вологодской губернии и Северном крае.

В 1932 году окончил Ленинградские высшие педагогические курсы.
- 1932—1933 — завуч Псковского кооперативного техникума[3].
- 1933—1934 — директор Новгородского учебного комбината.
- 1934—1936 — директор Павловского торгового техникума.
- 1936—1938 — слушатель экономического отделения Института красной профессуры, не закончил.
- 1938 — заведующий отделом пропаганды и агитации Куйбышевского райкома ВКП(б) Ленинграда[3], заведующий отделом руководящих партийных органов Ярославского обкома ВКП(б).
- 1938—1948 — заместитель, 1-й заместитель наркома (министра) внешней торговли СССР.
- 1948—1951 — заместитель председателя Бюро по торговле при Совмине СССР, одновременно в 1948—1949 годах заместитель Председателя Совмина СССР.
- 1951—1954 — начальник управления, заместитель министра торговли СССР, заместитель председателя Бюро по торговле при Совете министров СССР.
- С августа 1954 года — заместитель начальника Главного торгового управления Центросоюза[3].

### Партийная карьера
Член ВКП(б) с 1927 года. Избирался делегатом XVIII конференции ВКП(б) (1941). Кандидат в члены ЦК ВКП(б) (1941—1952). Депутат Совета Союза Верховного Совета СССР 2 созыва (от Калининской области; 1946—1950).
В июле 1954 года Крутиков был исключён из КПСС поскольку его сын Феликс, секретарь советской торговой миссии во Франции, был арестован по обвинению в работе на французскую разведку. В октябре 1960 года — восстановлен в КПСС.

### Смерть
Алексей Дмитриевич Крутиков умер в 1962 году, в Москве. Там же он и похоронен.

### Семья
Крутиков был женат, жена Александра. Сыновья —  Феликс Алексеевич Крутиков (Q126172908) (старший), офицер внешней разведки и Владимир. Внук — Евгений Крутиков

## Награды и звания
- Два ордена Ленина[3]
- Медаль «За оборону Москвы»[3]
- Медаль «За доблестный труд в Великой Отечественной войне 1941-1945 гг.»[3]
- Батальонный комиссар[10]